# 1. deild islandzka w piłce nożnej (1960)
Sezon 1960 był 49. sezonem o mistrzostwo Islandii. Drużyna KR nie obroniła tytułu mistrzowskiego, zdobył go natomiast zespół Akraness, wygrywając dziesięciu meczach zdobywając piętnaście punktów. Po sezonie spadł zajmujący ostatnie miejsce zespół Keflavík.

## Drużyny
Po sezonie 1959 z ligi spadł zespół Þróttur Reykjavík, z 2. deild awansowała natomiast drużyna ÍBA Akureyri wobec czego do sezonu 1960 ponownie przystąpiło sześć zespołów.
| Uczestnicy poprzedniej edycji                                                                                 | Uczestnicy poprzedniej edycji | Uczestnicy poprzedniej edycji | Uczestnicy poprzedniej edycji |
| --- | ----------------------------- | ----------------------------- | ----------------------------- |
| KRE | KR                            | 1                             |                               |
| ÍA | Akraness                      | 2                             |                               |
| FRA | Fram                          | 3                             |                               |
| VAL | Valur                         | 4                             |                               |
| ÍBK | Keflavík                      | 5                             |                               |
| Awans z 2. deild                                                                                              |                               |                               |                               |
| ÍBA | ÍBA Akureyri                  | 1                             |                               |
| Oznaczenia: - kolumna pierwsza – skróty nazw drużyn, - kolumna trzecia – miejsce zajęte w poprzednim sezonie. |                               |                               |                               |

## Tabela
| Lp. | Drużyna      | M  | Z | R | P | Bramki | Bramki | Różn. | Pkt      | Uwagi              |
| --- | ------------ | -- | - | - | - | ------ | ------ | ----- | -------- | ------------------ |
| 1   | Akraness (M) | 10 | 6 | 3 | 1 | 32     | 15     | +17   | 15\|\|\| |                    |
| 2   | KR           | 10 | 6 | 1 | 3 | 41     | 15     | +26   | 13       |                    |
| 3   | Fram         | 10 | 4 | 3 | 3 | 21     | 25     | −4    | 11       |                    |
| 4   | Valur        | 10 | 3 | 4 | 3 | 14     | 25     | −11   | 10       |                    |
| 5   | ÍBA Akureyri | 10 | 3 | 0 | 7 | 25     | 35     | −10   | 6        |                    |
| 6   | Keflavík (S) | 10 | 2 | 1 | 7 | 14     | 32     | −18   | 5        | Spadek do 2. deild |

## Wyniki
| Gospodarz \ Gość | ÍA  | FRA | ÍBA | ÍBK | KRE | VAL |
| Akraness         |     | 5:1 | 7:1 | 3:0 | 3:5 | 1:1 |
| Fram             | 3:3 |     | 3:2 | 2:4 | 3:2 | 2:2 |
| ÍBA Akureyri     | 1:3 | 6:3 |     | 3:1 | 2:5 | 2:3 |
| Keflavík         | 1:4 | 0:2 | 5:2 |     | 0:5 | 0:1 |
| KR               | 0:1 | 0:0 | 3:5 | 8:1 |     | 6:0 |
| Valur            | 2:2 | 1:2 | 2:1 | 2:2 | 0:7 |     |

Źródło: Knattspyrnusamband Íslands (isl.)
Objaśnienia:
1Drużyna gospodarzy jest wymieniona po lewej stronie tabeli.
Kolory: zielony – zwycięstwo gospodarzy, żółty – remis, różowy – zwycięstwo gości.

## Najlepsi strzelcy
| Bramki | Strzelcy              | Drużyna      |
| ------ | --------------------- | ------------ |
| 15     | Ingvar Elísson        | Akraness     |
| 15     | Þórólfur Beck         | KR           |
| 10     | Steingrímur Björnsson | ÍBA Akureyri |
| 9      | Sveinn Jónsson        | KR           |